# USS LST-685
O USS LST-685 foi um navio de guerra norte-americano da classe LST que operou durante a Segunda Guerra Mundial.